# Открытый чемпионат Франции по теннису 2012
Открытый чемпионат Франции по теннису 2012 года — 111-й розыгрыш ежегодного профессионального теннисного турнира серии Большого шлема, проводящегося во французском Париже на кортах местного теннисного центра «Roland Garros». Традиционно выявляются победители соревнования в девяти разрядах: в пяти — у взрослых и четырёх — у старших юниоров. Матчи основных сеток прошли с 27 мая по 11 июня. Соревнование традиционно завершало основной сезон турниров серии на данном покрытии.
Прошлогодние победители среди взрослых:
- в мужском одиночном разряде —  Рафаэль Надаль
- в женском одиночном разряде —  Мария Шарапова
- в мужском парном разряде —  Максим Мирный и  Даниэль Нестор
- в женском парном разряде —  Андреа Главачкова и  Луция Градецкая
- в смешанном парном разряде —  Кейси Деллакква и  Скотт Липски

## Соревнования

### Взрослые

#### Мужчины. Одиночный турнир
Рафаэль Надаль обыграл  Новака Джоковича со счётом 6-4, 6-3, 2-6, 7-5.
- Надаль выигрывает 1-й титул в сезоне и 11-й за карьеру на турнирах серии.
- Джокович уступает 1-й финал в сезоне и 3-й за карьеру на соревнованиях серии.

#### Женщины. Одиночный турнир
Мария Шарапова обыграла  Сару Эррани со счётом 6-3, 6-2.
- Шарапова выигрывает 1-й титул в сезоне и 4-й за карьеру на турнирах серии.
- Эррани уступает дебютный финал на соревнованиях серии.

#### Мужчины. Парный турнир
Максим Мирный /  Даниэль Нестор обыграли  Боба Брайана /  Майка Брайана со счётом 6-4, 6-4.
- Мирный выигрывает 1-й титул в сезоне и 6-й за карьеру на турнирах серии.
- Нестор выигрывает 1-й титул в сезоне и 8-й за карьеру на турнирах серии.

#### Женщины. Парный турнир
Сара Эррани /  Роберта Винчи обыграли  Марию Кириленко /  Надежду Петрову со счётом 4-6, 6-4, 6-2.
- Эррани и Винчи выигрывают свои дебютные титулы на турнирах серии.

#### Микст
Саня Мирза /  Махеш Бхупати обыграли  Клаудию Янс-Игначик /  Сантьяго Гонсалеса со счётом 7-63, 6-1.
- Мирза выигрывает 1-й титул в сезоне и 2-й за карьеру на турнирах серии.
- Бхупати выигрывает 1-й титул в сезоне и 8-й за карьеру на турнирах серии.

### Юниоры

#### Юноши. Одиночный турнир
Киммер Коппеянс обыграл  Филипа Пеливо со счётом 6-1, 6-4.
- представитель Бельгии выигрывает турнир впервые с 1947 года.

#### Девушки. Одиночный турнир
Анника Бек обыграла  Анну Каролину Шмидлову со счётом 3-6, 7-5, 6-3.
- представительница Германии выигрывает турнир впервые с 2003 года.

#### Юноши. Парный турнир
Эндрю Харрис /  Ник Кирьос обыграли  Адама Павласека /  Вацлава Шафранека со счётом 6-4, 2-6, [10-7].
- представитель Австралии выигрывает турнир впервые с 1992 года.

#### Девушки. Парный турнир
Дарья Гаврилова /  Ирина Хромачёва обыграли  Монсеррат Гонсалес /  Беатрис Хаддад Маю со счётом 4-6, 6-4, [10-8].
- Хромачёва выигрывает 1-й титул в сезоне и 3-й за карьеру на турнирах серии.